# Пословка (разъезд)
Пословка — железнодорожный разъезд Куйбышевской железной дороги на линии Пенза — Ряжск (линия неэлектрифицирована), расположена в Мокшанском районе Пензенской области, в 13 км от районного центра Мокшан. Через станцию осуществляются пригородные перевозки пассажиров на Пачелму, Пензу.

## История
Открыт как разъезд Сызранско-Вяземской железной дороги в 1874 году. Назван по имени местного помещика Послова.

## Деятельность
- Посадка и высадка пассажиров на (из) поезда пригородного и местного сообщения. Приём и выдача багажа не производятся[3].